# Chūmon no ōi ryōriten
Chūmon no ōi ryōriten (注文の多い料理店?, Un ristorante con molte richieste) è un cortometraggio d'animazione ispirato all'omonimo racconto di Kenji Miyazawa. Ideata e in gran parte realizzata nel 1988 da Tadanari Okamoto, con la collaborazione dell'animatrice e cesellatrice Reiko Ōkuyama, l'opera fu concepita come studio per un possibile lungometraggio e vide l'impiego di un'originale tecnica in cui le animazioni furono ottenute utilizzando delle calcografie in rame. Con l'improvvisa morte di Okamoto nel 1990 la lavorazione si interruppe e il cortometraggio venne completato nel 1991 dall'amico e compagno d'arte Kihachirō Kawamoto.

## Trama
Due cacciatori inglesi giungono per caso in un albergo di montagna. Il luogo è deserto, ma alcuni messaggi lasciati per iscritto portano i due ad approfittare comunque dell'aspetto accogliente. Immaginando di trovare ristoro ed un luogo in cui riposarsi per poi riprendere la caccia, i due si avventurano scendendo via via nelle profondità rocciose della montagna.
Quando i due compagni si ritrovano in un antro mal illuminato con al centro una tavola apparecchiata, scorgono tre snelle ed agili figure di donna avvicinarsi, scendendo una lunga e buia scalinata di pietra.
Ormai vicine ai cacciatori le seducenti donne si rivelano essere gatte affamate. Assieme ad un cuoco felino piombano addosso ai due uomini, decise a divorarli.
Le luci si abbassano e risuonano latrati e versi canini.
Il giorno dopo i cacciatori si risvegliano ancora vivi sdraiati sull'erba. Spaventati e confusi dopo gli inspiegabili avvenimenti del giorno prima, si fanno dare un passaggio per allontanarsi il più possibile da quel luogo incantato.